# Damir Krupalija
Damir Krupalija (ur. 13 czerwca 1979 w Sarajewie) – bośniacki koszykarz, skrzydłowy, mistrz Polski oraz MVP finałów z 2003.

## Osiągnięcia
NCAA
- MVP turnieju Las Vegas Invitational (2002)

Drużynowe
- Mistrz:
  - Polski (2003)[1]
  - Belgii (2004)[1]
- Zdobywca Pucharu Cypru (2014)[1]
- 2-krotny finalista Pucharu Belgii (2005, 2006)
- Finalista Superpucharu Belgii (2004)
- Uczestnik:
  - meczu gwiazd francuskiej ligi LNB Pro A (2009)[1]
  - rozgrywek:
    - EuroChallenge (2007)[2]
    - Eurocup (2004–2006, 2015)[2]
    - Euroligi (2012)[2]

Indywidualne
- MVP Finałów PLK (2003)[3]

Reprezentacja
- Uczestnik Eurobasketu (2003 – 15. miejsce)[1]